# Las leyendas nunca mueren
Las Leyendas Nunca Mueren es el tercer álbum de estudio en solitario, y el cuarto en general, del cantante puertorriqueño Anuel AA. Fue lanzado el 26 de noviembre de 2021, a través de Real Hasta la Muerte, lnc. 
El álbum sigue a su segundo álbum de estudio Emmanuel (2020) y su álbum de colaboración con Ozuna, Los Dioses (2021).

## Sencillos
Anuel AA lanzó los dos primeros sencillos del álbum, «Dictadura» el 28 de agosto de 2021 y «Leyenda» el 12 de noviembre de 2021. Los cantantes puertorriqueños Jhayco y Myke Towers aparecen en el tercer sencillo del álbum, «Súbelo».

## Antecedentes
El título fue revelado en agosto de 2021 cuando Anuel AA subió una publicación en Instagram con el nombre de su próximo disco. La foto era del vídeo oficial de la canción "23 Preguntas".
En septiembre de 2021, Anuel AA subió a Instagram un adelanto en estilo libre, afirmando que el álbum estaba terminado. El tema inédito samplea "Ready or Not" de los Fugees.

## Lista de canciones
| Las Leyendas Nunca Mueren track listing |                                       |                  |          |  |
| N.º                                     | Título                                | Productor(es)    | Duración |  |
| 1.                                      | «Real Hasta la Muerte»                | Foreign Teck     | 10:01    |  |
| 2.                                      | «North Carolina» (con Eladio Carrión) | Andre the Giant  | 2:56     |  |
| 3.                                      | «Rick Flair»                          | M. De La Cruz    | 2:58     |  |
| 4.                                      | «1942»                                | Hide Miyabi      | 3:56     |  |
| 5.                                      | «Pin»                                 | Dimelo Ninow     | 3:41     |  |
| 6.                                      | «McGregor»                            | Todd Pritchard   | 4:43     |  |
| 7.                                      | «Llorando en un Ferrari»              | Boombox Cartel   | 3:13     |  |
| 8.                                      | «Leyenda»                             | Foreign Teck     | 3:40     |  |
| 9.                                      | «Esa Cruz»                            | Tainy            | 2:44     |  |
| 10.                                     | «300»                                 | M. De La Cruz    | 3:42     |  |
| 11.                                     | «Exit»                                | Foreign Teck     | 3:55     |  |
| 12.                                     | «Una Palabra»                         | Ovy on the Drums | 6:09     |  |
| 13.                                     | «Dictadura»                           | SubeloNEO        | 3:28     |  |
| 14.                                     | «Mi Voz Cuesta un Billón» (con Mora)  | Joseph Michael   | 3:48     |  |
| 15.                                     | «Súbelo» (con Jhayco y Myke Towers)   | Ovy on the Drums | 3:59     |  |
| 16.                                     | «Última Canción»                      | Foreign Teck     | 4:20     |  |

Notas
- "Real Hasta la Muerte" contiene muestras de "Hello Zepp" y "Zepp Overture" interpretadas por Charlie Clouser
- "McGregor" contiene muestras de "Drive Forever" interpretada por Sergio Valentino
- "Una Palabra" contiene un sample de la canción "Una Palabra" de Carlos Varela.
- "Última Canción" contiene muestras de "Ready or Not" interpretada por los Fugees y "Boadicea" interpretada por Enya.

## Gráficos
Rendimiento en una tabla de Las Leyendas Nunca Mueren.
| Listas (2021)                            | Punto más alto en la clasificación |
| ---------------------------------------- | ---------------------------------- |
| Tabla de posición en España (PROMUSICAE) | 5                                  |
| En Suiza (Schweizer Hitparade)           | 96                                 |
| En EE. UU. Billboard 200                 | 30                                 |
| En EE. UU. Top Latin Albums (Billboard)  | 1                                  |